# マテイ・デラッチ
マテイ・デラッチ（Matej Delač、1992年8月20日 - ）は、ボスニア・ヘルツェゴビナ・ゴルニ・ヴァクフ＝ウスコプリェ出身のプロサッカー選手。ACホーセンス所属。ポジションはGK。

## クラブ経歴
NKインテル・ザプレシッチの下部組織出身。若くして海外クラブの注目を集め、2008年夏には契約に至らなかったもののSLベンフィカのトライアルを受けている。
2009年2月のNKザグレブ戦でクラブ史上最年少の16歳186日にしてトップチームデビュー。1-0の完封勝利に貢献し同試合のマンオブザマッチに選ばれた。
2009年9月、チェルシーFCが2011年1月からの加入内定を発表。しかし労働許可証取得が認められず、レンタル移籍を繰り返した。
2018年4月3日、デンマークのACホーセンスへ移籍した。

## 代表歴
各年代でクロアチア代表に選出されており、UEFA U-19欧州選手権2010、2011 FIFA U-20ワールドカップ等に参加した。2009年8月、2010 FIFAワールドカップ・ヨーロッパ予選・ベラルーシ戦で同代表史上最年少で招集、ベンチ入りした。

## タイトル

### クラブ
ヴィトーリア・ギマランイス
- タッサ・デ・ポルトガル: 2012–13

サラエボ
- プレミイェル・リーガ: 2014–15
- ボスニア・ヘルツェゴビナカップ: 2013–14